# Polska Razem

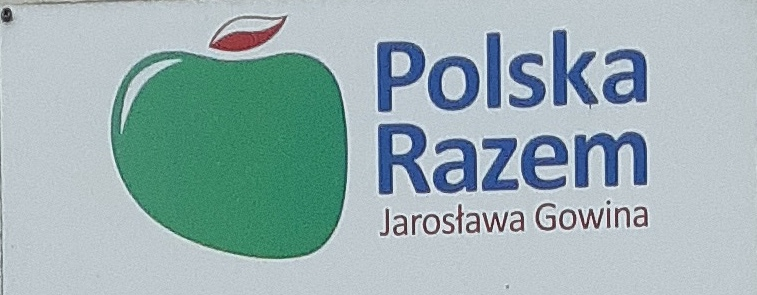
Polska Razem

Polska Razem (deutsch: Polen Zusammen) war eine polnische Partei, die sich selbst als „wertkonservativ und wirtschaftsliberal“ einstufte.
Die Partei trug zunächst als Zusatz den Namen ihres Vorsitzenden Jarosław Gowin, im März 2015 wurde sie offiziell in Polska Razem Zjednoczona Prawica (Polen Zusammen Vereinigte Rechte) unbenannt.

## Geschichte
Die Partei wurde am 7. Dezember 2013 von Jarosław Gowin gegründet, der aufgrund von programmatischen Differenzen von Ministerpräsident Donald Tusk als Justizminister entlassen wurde und nach weiteren Konfrontationen später auch die damalige Regierungspartei Platforma Obywatelska verließ.
Bei der Wahl zum Europaparlament 2014, bei der die neue Partei unter großer medialer Aufmerksamkeit kandidierte, gelang ihr nicht der Einzug ins EU-Parlament.
Wegen der ideologischen Nähe, und auch um Einzugschancen zu verbessern, kam es mit den nationalkonservativen Recht und Gerechtigkeit (PiS) und Solidarisches Polen zu einer Übereinkunft, dass zukünftig alle drei Parteien als geschlossenes Bündnis bei den nächsten Wahlen antreten sowie einen Kandidaten bei der nächsten Präsidentschaftswahl im Mai 2015 unterstützen werden.
Bei den Parlamentswahlen im Oktober 2015 kandidierte sie gemeinsam mit der PiS und konnte dadurch acht eigene Abgeordnete in den Sejm sowie sechs Senatoren in den Senat entsenden, die in der PiS-Fraktion sitzen. Parteivorsitzender Jarosław Gowin wurde im Kabinett Szydło Minister für Wissenschaft und Hochschulbildung.
Am 4. November 2017 wurde die Partei in eine neue Partei Porozumienie (deutsch: Einigung) umgewandelt, ohne die PiS-Fraktion zu verlassen.